# لئونارد استیارت
لئونارد استیارت (هلندی: Léonard Steyaert؛ زادهٔ ۲۸ مهٔ ۱۹۰۷ - درگذشته نامشخص) بوکسور اهل بلژیک بود.